# Liparis loeselii
Liparis loeselii là một loài phong lan thuộc chi Liparis.

## Đồng nghĩa
Ophrys loeselii L. là tên trước đây. Các tên đồng nghĩa khác bao gồm:
- Ophrys trigona Gilib.
- Ophrys pulchella Salisb.
- Cymbidium loeselii (L.) Sw.
- Malaxis loeselii (L.) Sw.
- Serapias loeselii (L.) Hoffm.
- Malaxis correana W.P.C. Barton
- Malaxis longifolia W. P. C. Barton
- Pseudorchis loeselii (L.) Gray
- Anistylis lutea Raf.
- Sturmia loeselii (L.) Rchb.
- Liparis correana (W. P. C. Barton) Spreng.
- Paliris loeselii (L.) Dumort.
- Mesoptera loeselii (L.) Raf.
- Orchis loeselii (L.) MacMill.
- Liparis bifolia St.-Lag.
- Leptorkis loeselii (L.) MacMill.
- Liparis loeselii var. ovata Ridd. ex Godfery

## Hình ảnh

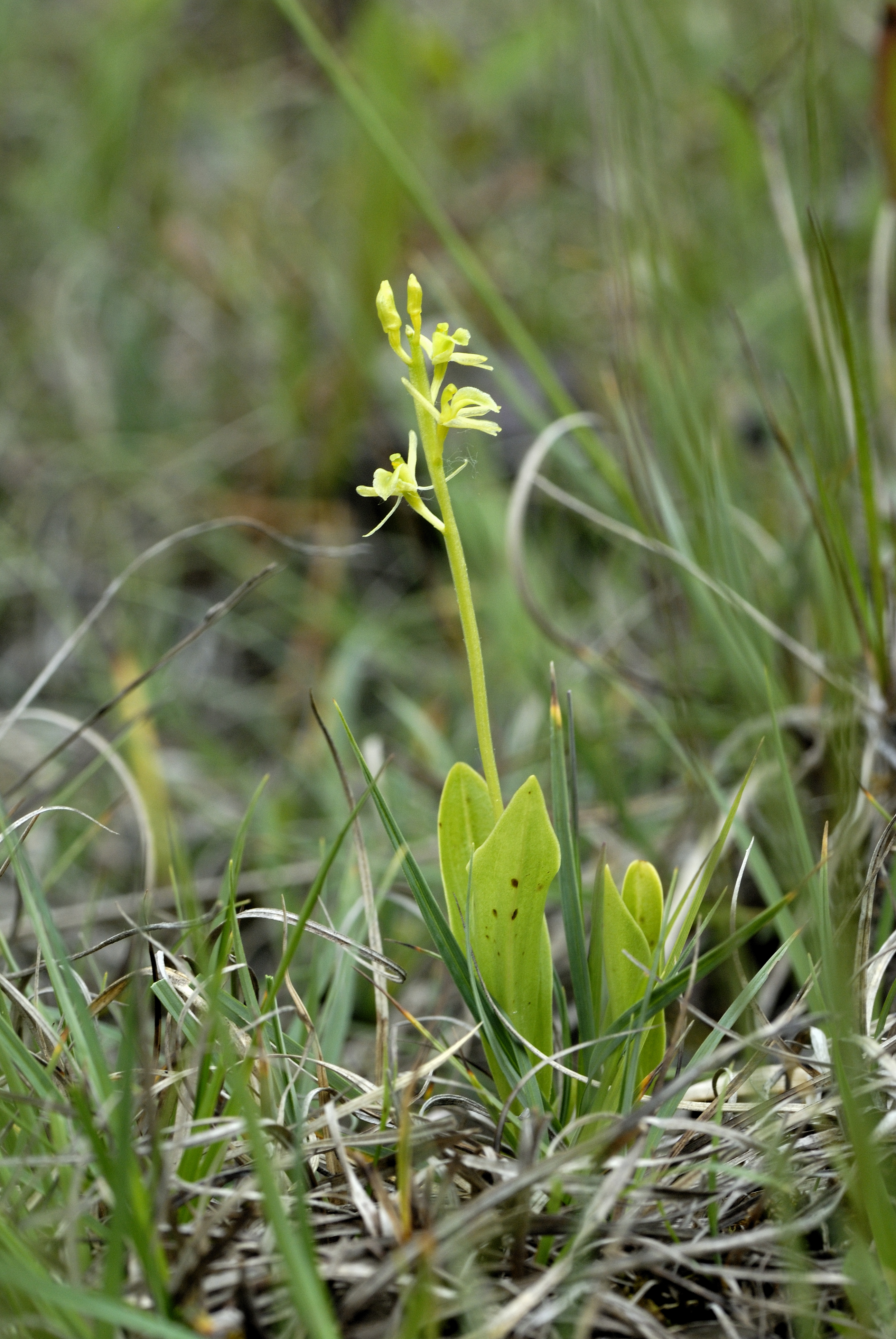
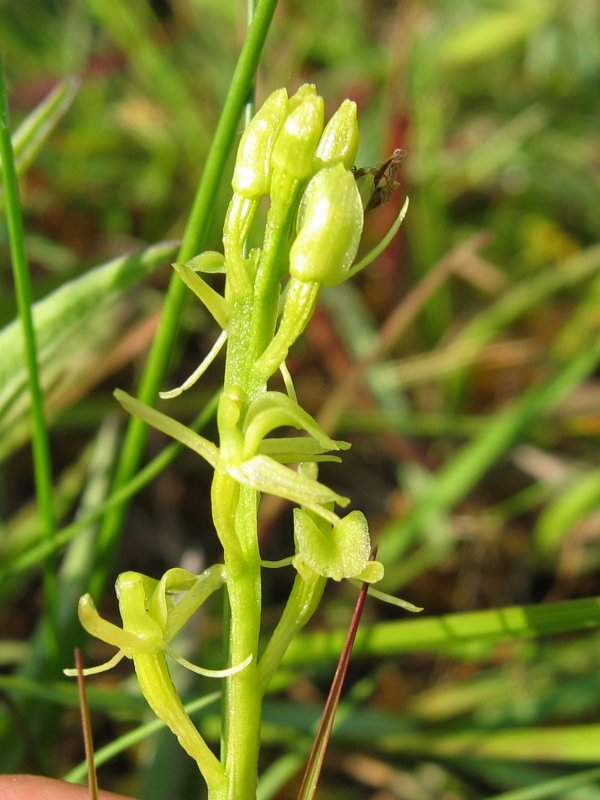
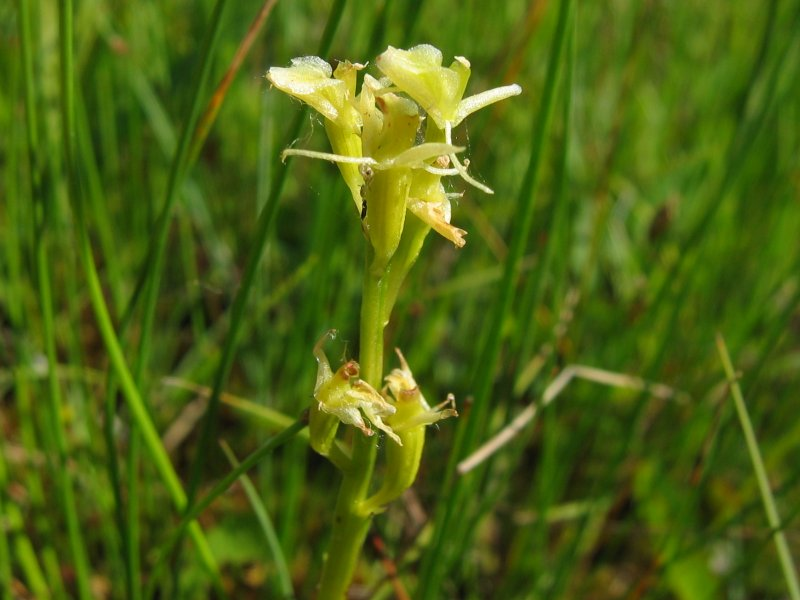
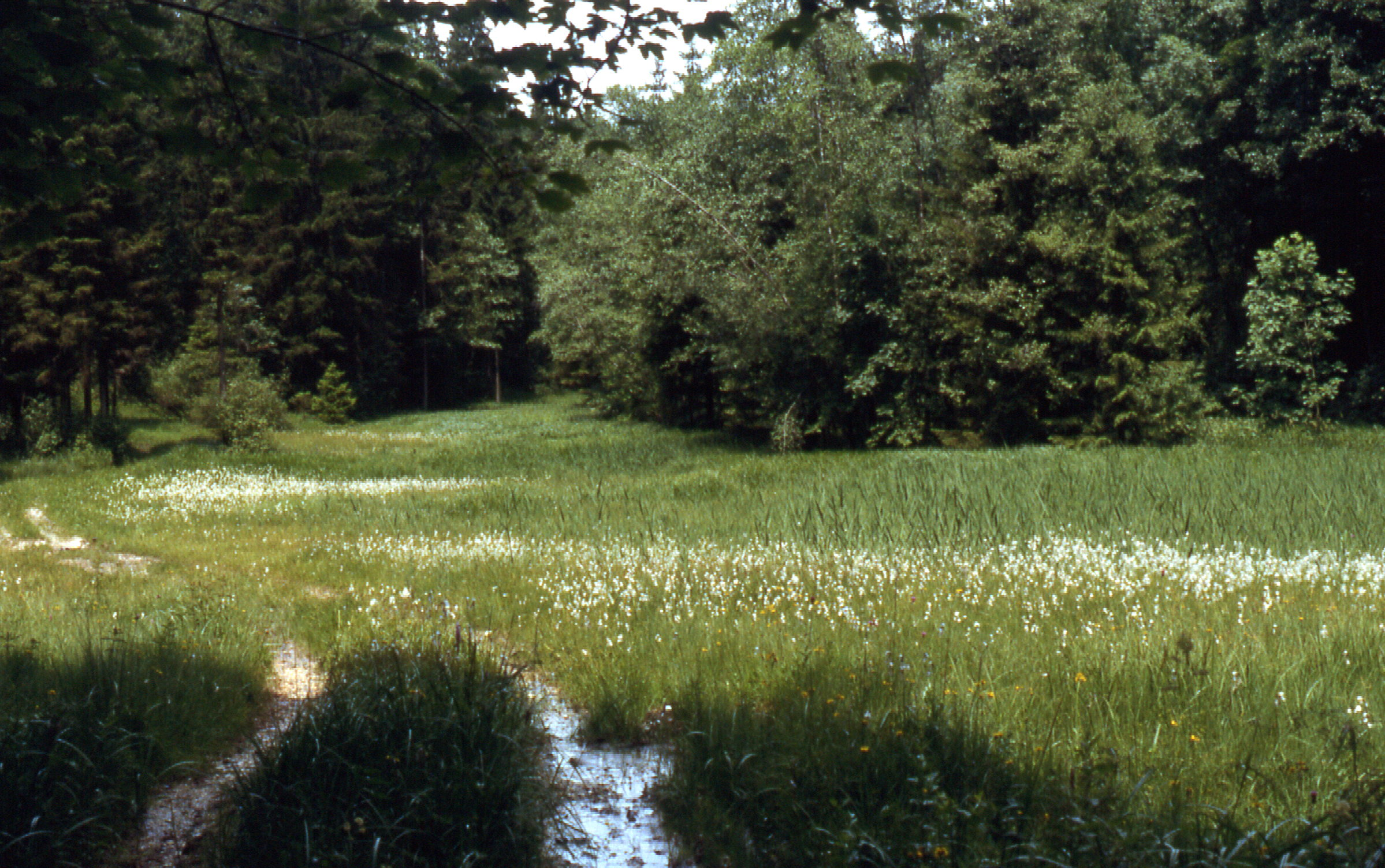